# Angela McCluskey
Angela McCluskey (ur. 28 lutego 1960 w Glasgow, zm. 14 marca 2024) – szkocka wokalistka i autorka tekstów. Była wokalistka folk rockowego zespołu Wild Colonials, Curio, oraz francuskiej grupy Télépopmusik. Żona Paula Cantelona.
Początki jej kariery sięgają 1992 roku, kiedy to w Los Angeles, wraz ze swoim przyjacielem Sharkiem, stworzyła zespół Wild Colonials. Swojego głosu użyczała także w ścieżkach dźwiękowych do filmów. Solową karierę rozpoczęła w 2004 roku wydając album The Things We Do, utrzymany w tonacji pop, R&B z domieszką alternatywnego rocka. Płytę promował singiel z utworem: It's Been Done.

## Dyskografia
Solo 
- The Things We Do (2004)
- You Could Start a Fight in an Empty House (2009)

 z Wild Colonials 
- Fruit of Life (1994)
- This Can’t Be Life (1996)
- Reel Life vol 1 (2000)
- Life As We Know It EP 1/4 (2007)